# The Wall (2017)
The Wall é um filme norte-americano de guerra, dirigido por Doug Liman e escrito por Dwain Worrell. Foi produzido pela Amazon Studios, e lançado em 10 de março de 2017 pela Roadside Attractions.

## Sinopse
Dois soldados norte-americanos (Aaron Taylor-Johnson e John Cena) estão presos por um atirador iraquiano letal, com apenas uma parede instável entre eles.

## Elenco
- Aaron Taylor-Johnson
- John Cena